# Stachytarpheta sericea
Stachytarpheta sericea là một loài thực vật có hoa trong họ Cỏ roi ngựa. Loài này được S.Atkins miêu tả khoa học đầu tiên năm 1991.